# Йозеф Горейс
Йозеф Горейс (чеськ. Josef Horejs; 13 лютого 1898 — ?) — австрійський футболіст. Виступав, зокрема, за клуби «Вінер АФ», «Вієнну», «Спарту», а також національну збірну Австрії.

## Кар'єра
На батьківщині грав за клуби «Вінер АФ» та «Вієнну» у австрійському вищому дивізіоні. У 1922—1924 роках чотири рази грав за збірну Австрії. У 1924—1927 роках виступав за празьку «Спарту» і виграв з нею чемпіонат Чехословаччини у сезонах 1925–26 та 1927 років, а також Кубок Мітропи 1927.
В сезоні 1928/29 повернувся в Австрію в клуб «Ваккер».

## Статистика виступів

### Статистика виступів у чемпіонаті
| Сезон                                             | Матчі | Голи | Клуб          |
| ------------------------------------------------- | ----- | ---- | ------------- |
| Австрійська перша ліга 1920/21                    | 16    | 8    | Вінер АФ      |
| Австрійська перша ліга 1921/22                    | 18    | 5    | Вінер АФ      |
| Австрійська перша ліга 1922/23                    | 10    | 1    | Вінер АФ      |
| Австрійська перша ліга 1922/23                    | 9     | 4    | Ферст Вієнна  |
| Австрійська перша ліга 1923/24                    | 12    | 3    | Ферст Вієнна  |
| Середньочеська ліга 1924                          | ?     | ?    | Спарта Прага  |
| Ліга асоціації Чехословаччини 1925                | 1     | 0    | Спарта Прага  |
| Середньочеська перша ліга 1925/26                 | 13    | 3    | Спарта Прага  |
| Кваліфікаційні змагання Середньочеської ліги 1927 | 3     | 1    | Спарта Прага  |
| Середньочеська перша ліга 1927/28                 | ?     | 2    | Спарта Прага  |
| Австрійська перша ліга 1928/29                    | 2     | 1    | Ваккер Відень |
|                                                   |       |      |               |
| РАЗОМ                                             | -     | -    |               |

## Титули і досягнення
- Чемпіон Чехословаччини (2):

«Спарта» (Прага): 1926, 1927
- Срібний призер чемпіонату Чехословаччини (1):

«Спарта» (Прага): 1925
- Володар Середньочеського кубка (2):

«Спарта» (Прага): 1924, 1925
- Володар Кубка Мітропи (1):

«Спарта» (Прага): 1927